# Simon Guttmann
Wilhelm Simon Guttmann (* 15. November 1891 in Wien; † 13. Januar 1990 in London) war ein deutscher Literat, politischer Autor, Geschäftsführer von Bildagenturen und Inspirator verschiedener Fotografengruppen.

## Leben
Simon Guttmann war zusammen mit Walter Benjamin in der Freideutschen Jugendbewegung aktiv. Er war mit den Malern der Künstlergemeinschaft „Brücke“ befreundet, insbesondere mit Ernst Ludwig Kirchner, war der Gründer der Literaturzeitschrift Neue Weltbühne und schrieb selbst einige literarische Beiträge in frühexpressionistischen Zeitschriften.
Guttmann beteiligte sich von 1909 bis 1912 am Neuen Club und dem daraus entstandenen Neopathetischen Cabaret der Berliner Expressionisten-Szene, das von Kurt Hiller 1909 gegründet worden war mit einer Spielstätte in der Nähe des Hackeschen Markt. Guttmann sorgte für eine Verbindung der Brücke-Künstler mit diesem Kreis.
1912 gehörte er zusammen mit David Baumgardt, Erwin Loewenson, Jakob van Hoddis und Robert Jentzsch zu den Editoren der nachgelassenen Gedichte von Georg Heym, den er 1910 in Den Neuen Club eingeführt hatte. Zusammen mit Franz Jung veröffentlichte er 1913 in der Münchener Zeitschrift Revolution den Aufruf „Rettet Otto Gross!“ und beteiligte sich an der Kampagne zu dessen Befreiung.
Während des Ersten Weltkriegs emigrierte er in die Schweiz und gehörte dort zum Zürcher Dadaisten-Zirkel im Grand Café Odeon; gemeinsam mit Wieland Herzfelde engagierte er sich bei den Spartakisten. 1920 gehörte er zusammen mit Alexander Schwab, Karl Schröder, John Graudenz und Franz Jung zu den Gründern der Kommunistischen Arbeiterpartei Deutschlands. 1923 lebte er zwei Wochen bei Ossip und Lilja Brik in Moskau und traf dort auch Majakowski, anschließend brachte er die ersten sowjetischen Filme nach Berlin. 1927 war er Ko-Regisseur von Curt Oertel bei den Filmsequenzen zu der von Erwin Piscator im Berliner Theater produzierten Uraufführung von Ernst Tollers Stück Hoppla, wir leben! mit Alexander Granach in der Hauptrolle. 1928 gründete er die Pressefotoagentur Dephot zusammen mit Alfred Marx als Financier.
1933 emigrierte er nach Frankreich und später nach London, wo er eine eigene Pressefotoagentur betrieb. 1935, nach der Emigration nach Paris, schickte er seinen später berühmt gewordenen Fotoschüler Endre Friedmann nach Spanien für eine Fotoreportage. Anfang der 1950er Jahre absolvierte Inge Morath bei ihm in London ihr Abschlusspraktikum, bevor sie 1953 bei der Fotoagentur Magnum tätig wurde. Von 1961 bis 1969 arbeitete Guttmann mit Romano Cagnoni an Fotoreportagen bedeutender britischer Tageszeitungen und Magazine.